# Psittacanthus costaricensis
Psittacanthus costaricensis är en tvåhjärtbladig växtart som beskrevs av J. Kuijt. Psittacanthus costaricensis ingår i släktet Psittacanthus och familjen Loranthaceae. Inga underarter finns listade i Catalogue of Life.